# Assab
Assab (Ge'ez ዓሰብ ʿAsäb, arabisch عصب), seltener auch Aseb, ist eine etwa 75.000 Einwohner zählende Hafenstadt im Südosten Eritreas und Hauptstadt der Verwaltungsregion Debubawi Kayih Bahri. Die Stadt liegt etwa 480 Kilometer Luftlinie von der Hauptstadt Asmara entfernt am Roten Meer.
Der Seehafen von Assab war ein strategisch wichtiger Punkt für den Handel mit Äthiopien und einer der Gründe für den Eritrea-Äthiopien-Krieg. In der Bucht von Assab liegen 30 Inseln. In der näheren Umgebung gibt es eine große Salzebene und das Assab-Vulkanfeld. Außerdem liegt hier eine wichtige Ölraffinerie und der internationale Flughafen Assab. Die Stadt besteht aus den Teilen Assab Seghir  an der Küste, Assab Kebir im Stadtkern (inkl. dem Hafenviertel) sowie Campo Sudan.

## Geschichte

### Kolonialismus im 19. Jahrhundert
Die Bucht von Assab war das erste italienische Kolonialgebiet in Ostafrika.
Der Reeder Raffaele Rubattino aus Genua beschloss in Übereinkunft mit der italienischen Regierung die Errichtung einer mit einer Lagerhalle für Kohle ausgestatteten Anlegestelle am Roten Meer, zum Nutzen seiner Schiffe, die in den Indischen Ozean segelten. Um keine Aufmerksamkeit in der europäischen Öffentlichkeit zu wecken, wurde ein Fachmann vor Ort beauftragt, im Namen der Gesellschaft Rubattino die Bucht von Assab zu erwerben.
Am 5. November 1869 wurde von zwei lokalen Führern, Ibrahim und Hasan, ein dreieckiges Stück Land erworben, das 6 km Basislänge und 6 km Länge senkrecht der Basis besaß. Der am 11. März 1870 geschlossene Vertrag wurde an Bord des Dampfers Africa von der Rubattino-Gesellschaft gefeiert.
An den Grenzen des erworbenen Stücks Land wurden Schilder eingeschlagen mit dem Hinweis Eigentum der Rubattino: am 11. März 1870 erworben. Aber vor Monatsende ergriffen ägyptische Soldaten wieder Besitz der Bucht und räumten Pfähle und Schilder weg.
Im März 1880 erwarb Giuseppe Sapeto durch einen weiteren Vertrag die Bucht erneut, so wie auch andere Stücke Land und Inseln in der Nähe.
Am 10. März 1882 übernahm die italienische Regierung von der Schiffsgesellschaft das Gebiet von Assab.
1880 wurde ein Zivilbezirk unter der Aufsicht des italienischen Außenministeriums eingerichtet. Im Jahre 1883 richtete ein kleiner Verband von vier Carabinieri auf Befehl vom Marschall Enrico Cavedani eine Aufsichtsstation für den Handelsverkehr ein. Der Unteroffizier stellte später auch Einheimische ein, aus denen die späteren Gendarmerie-Einheiten (Zaptié) der Kolonie Eritrea entstanden.

### Das Postamt von Assab
Als die Rubattino & Co. das Eigentum über Assab ausübte, gab es dort ein Postamt, das unter der Aufsicht eines Buchhalters der Gesellschaft stand. Bei der Gründung der Kolonie Eritrea am 1. Januar 1890 wurde Assab der Hauptpostamtbezirk der Kolonie und verwendete die Briefmarken, die für die Kolonie selbst emittiert wurden.

### Britische Kontrolle
Im Juni 1941 eroberten die Briten mit Assab den letzten italienischen Hafen im Roten Meer. 1952 wurde die Kontrolle mit ganz Eritrea an die Vereinten Nationen übergeben.

### Der Hafen und die Raffinerie von Assab in den 1990er Jahren
Für das Verhältnis zu Äthiopien ist speziell der Hafen und die Raffinerie von Bedeutung. Nach der Unabhängigkeit Eritreas 1993 bekam Äthiopien als Ausgleich für den Verlust seines Meereszuganges das Recht, seine Güter zollfrei über die eritreische Stadt Assab einzuführen. Der dortige Hafen wurde zum Freihafen erklärt und Äthiopien erhielt das Recht der Nutzung der Raffinerie im Austausch gegen 30 % des äthiopischen Erdöls. Ende 1996 erhöhte Eritrea die Nutzungsgebühren für die Raffinerie in Assab um 10 %, daraufhin stellte Äthiopien den Abbau eigenen Erdöls ein und bezog stattdessen fertige petrochemische Produkte vom Weltmarkt. Dadurch musste auch Eritrea von nun an seine petrochemischen Produkte auf dem freien Markt einkaufen und seine unrentable Raffinerie schließen. Nachdem am 12. Mai 1998 eritreische Einheiten das Yirga-Dreieck im Grenzgebiet besetzten, verhängte Äthiopien einen totalen Wirtschaftsboykott gegen Eritrea, woraufhin Eritrea neben dem Hafen Massawa auch jenen in Assab für Äthiopien sperrte, über den Äthiopien zwei Drittel seines Außenhandels abwickelte.

## Klimatabelle
|                       | Jan  | Feb  | Mär  | Apr  | Mai  | Jun  | Jul  | Aug  | Sep  | Okt  | Nov  | Dez  |   |      |
| Mittl. Tagesmax. (°C) | 30,3 | 30,9 | 33,1 | 35,2 | 37,3 | 37,7 | 39,1 | 38,6 | 37,0 | 35,6 | 33,4 | 31,2 | ⌀ | 35   |
| Mittl. Tagesmin. (°C) | 21,0 | 21,7 | 22,9 | 25,1 | 26,7 | 28,6 | 30,1 | 30,0 | 29,3 | 25,9 | 23,0 | 21,8 | ⌀ | 25,5 |
|                       |      |      |      |      |      |      |      |      |      |      |      |      |   |      |
| Niederschlag (mm)     | 6    | 4    | 3    | 2    | 0    | 0    | 10   | 5    | 3    | 1    | 4    | 10   | Σ | 48   |
|                       |      |      |      |      |      |      |      |      |      |      |      |      |   |      |
| Regentage (d)         | 1    | 1    | 0    | 0    | 0    | 0    | 1    | 0    | 0    | 0    | 0    | 1    | Σ | 4    |
|                       |      |      |      |      |      |      |      |      |      |      |      |      |   |      |
| Luftfeuchtigkeit (%)  | 62   | 68   | 61   | 54   | 58   | 57   | 50   | 54   | 62   | 54   | 55   | 61   | ⌀ | 57,9 |

| 21,0 |

| 21,7 |

| 22,9 |

| 25,1 |

| 26,7 |

| 28,6 |

| 30,1 |

| 30,0 |

| 29,3 |

| 25,9 |

| 23,0 |

| 21,8 |

| 21,0 |

| 21,7 |

| 22,9 |

| 25,1 |

| 26,7 |

| 28,6 |

| 30,1 |

| 30,0 |

| 29,3 |

| 25,9 |

| 23,0 |

| 21,8 |

## Söhne und Töchter des Ortes
- Amanal Petros  (* 17. Mai 1995), deutscher Leichtathlet